# مارتي هوف
مارتي هوف (بالإنجليزية: Marty Huff)‏ هو لاعب كرة قدم أمريكية ولاعب كرة قدم كندية أمريكي، ولد في 19 ديسمبر 1948 في هيوستن في الولايات المتحدة.